# طوطی دریایی کاکل‌دار
طوطی دریایی کاکل‌دار (نام علمی: Fratercula cirrhata) نام یک گونه از سرده طوطی دریایی است.